# Chalid al-Ubajdi

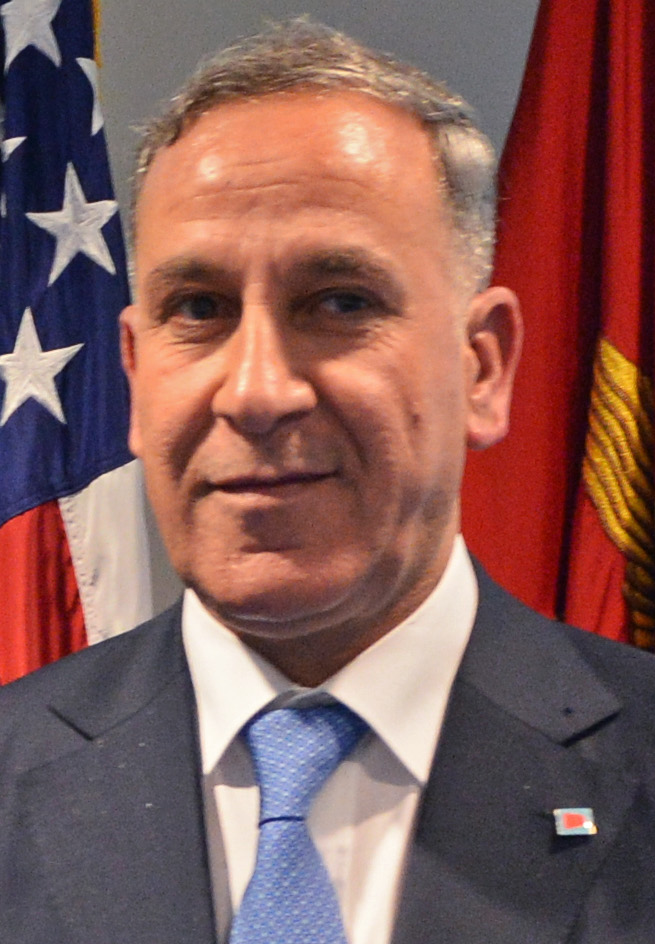

Chalid al-Ubajdi – iracki wojskowy, minister obrony Iraku w latach 2014-2016.

## Życiorys
Pochodzi z Mosulu, jest sunnitą. Jest emerytowanym generałem-majorem armii irackiej, służył jako inżynier w Irackich Siłach Powietrznych przez 18 lat. Ukończył również studia w zakresie nauk politycznych.
Był doradcą gubernatora Niniwy Asila an-Nudżajfiego i bliskim współpracownikiem jego brata Usamy. W 2010 był wysunięty przez Iracki Ruch Narodowy jako kandydat na ministra obrony Iraku, jednak jego kandydaturę odrzuciły partie szyickie, a tekę obrony w rządzie przejął premier Nuri al-Maliki.
W październiku 2014 został zatwierdzony na stanowisku ministra obrony w rządzie Hajdara al-Abadiego. W sierpniu 2016 iracki parlament przegłosował wobec niego wotum nieufności i pozbawił urzędu w związku z oskarżeniami o korupcję.